# 1140 Crimea
1140 Crimea è un asteroide della fascia principale del diametro medio di circa 27,75 km. Scoperto nel 1929, presenta un'orbita caratterizzata da un semiasse maggiore pari a 2,7719526 UA e da un'eccentricità di 0,1110443, inclinata di 14,13291° rispetto all'eclittica.
L'asteroide è stato così chiamato perché scoperto nell'osservatorio di Simeïs, in Crimea.